# 奇瑞QQ6
奇瑞QQ6 （代号 S21）是中国大陆汽车制造商奇瑞汽车有限公司在一个完全自主开发的平台上推出的微型车。它的推出并非旨在代替它的上一代产品奇瑞QQ，而是弥补后者在相关领域上的先天不足。奇瑞相信这款车可以在诸如美国等QQ3卷入外型知识产权纠纷的国家与地区进行销售。
奇瑞QQ6采用了该公司自主开发的ACTECO引擎，有1.1与1.3两个排量可供选择，五档手动。